# PP Волопаса
PP Волопаса (лат. PP Boötis) — двойная новоподобная катаклизмическая переменная звезда (NL) в созвездии Волопаса на расстоянии (вычисленном из значения параллакса) приблизительно 1011 световых лет (около 310 парсеков) от Солнца. Видимая звёздная величина звезды — от +20,5m до +20,2m. Орбитальный период — около 1,48 часа.

## Характеристики
Первый компонент — аккрецирующий белый карлик спектрального класса pec(e). Масса — около 0,598 солнечной. Эффективная температура — около 9897 K.